# Шапша (приток Юронги)

Шапша — река в России, протекает в Воскресенском районе Нижегородской области Устье реки находится в 61 км по правому берегу реки Юронга. Длина реки составляет 13 км.
Исток реки находится в лесу северо-западнее нежилой деревни Шапша и в 40 км к северо-востоку от посёлка Воскресенское. Река течёт на юго-восток по ненаселённому лесу. Впадает в Юронгу выше деревни Кубы.

## Данные водного реестра
По данным государственного водного реестра России относится к Верхневолжскому бассейновому округу, водохозяйственный участок реки — Ветлуга от города Ветлуга и до устья, речной подбассейн реки — Волга от впадения Оки до Куйбышевского водохранилища (без бассейна Суры). Речной бассейн реки — (Верхняя) Волга до Куйбышевского водохранилища (без бассейна Оки).
По данным геоинформационной системы водохозяйственного районирования территории РФ, подготовленной Федеральным агентством водных ресурсов:
- Код водного объекта в государственном водном реестре — 08010400212110000043618
- Код по гидрологической изученности (ГИ) — 110004361
- Код бассейна — 08.01.04.002
- Номер тома по ГИ — 10
- Выпуск по ГИ — 0